# Carbondale (Illinois)
Carbondale je grad u američkoj saveznoj državi Ilinois. Prema popisu stanovništva iz 2010. u njemu je živjelo 25.902 stanovnika.